# La morte in diretta
La morte in diretta (La mort en direct) è un film del 1980 diretto da Bertrand Tavernier.
Il soggetto è tratto dal romanzo The Unsleeping Eye di David G. Compton, anche conosciuto come The Continuous Katherine Mortenhoe.
Il film, a tema fantascientifico, è stato presentato al 30º Festival internazionale del cinema di Berlino.

## Trama
Quando a Katherine Mortenhoe – celebre programmatrice di best seller, cioè scrittrice di romanzi d'amore mediante un computer che rielabora situazioni già usate – viene diagnosticata una grave malattia che la porterà entro due mesi alla morte, l'emittente televisiva CNA le offre un contratto di esclusiva sui suoi ultimi giorni i quali saranno trasmessi in un programma chiamato La morte in diretta. Katherine dapprima rifiuta ma dopo un incontro con il padre – ricoverato in un istituto a causa di una malattia molto simile alla sua, che lo sta distruggendo – cambia idea e invece dei 500.000 dollari che le erano stati offerti ne chiede 600.000, stabilendo l'inizio delle riprese a 36 ore dalla firma del contratto, ma dopo aver firmato fugge senza nemmeno incassare i soldi.
Ketherine viene tuttavia rintracciata da Roddy, inviato della CNA, il quale ha telecamere impiantate dentro agli occhi, che possono filmare qualsiasi cosa egli veda. Roddy non svela la sua missione a Katherine e l'aiuta a fuggire lontano dalla città, non mancando intanto di riprendere neppure gli aspetti più pietosi della sua malattia. Dopo varie vicissitudini i due arrivano a casa di Gerald, ex marito di Katherine, dove poco dopo li raggiungerà anche la troupe della CNA, intenzionata a filmarla direttamente in punto di morte.

## Produzione

### Riprese
Il film è stato girato quasi interamente a Glasgow (cimitero, cattedrale, le rive del Clyde ecc.)
Altro luogo di riprese è stato Mull of Kintyre, anch'esso in Scozia.

## Curiosità
- Ad un certo punto del film il personaggio interpretato da Max von Sydow racconta alcuni fatti storici sul compositore medioevale francese Robert De Bauleac mentre sta ascoltando una delle sue opere musicali. Quando il film uscì nei cinema, un gran numero di appassionati di musica cercarono disperatamente di mettere le mani su una qualsiasi registrazione di un'opera di De Bauleac senza però riuscirci: Robert De Bauleac non è mai esistito e la composizione del film è in realtà un lavoro di Antoine Duhamel.
- Sulle pareti dello studio televisivo sono visibili le locandine dei film Radiazioni BX: distruzione uomo (1957), L'uomo dagli occhi a raggi X (1963) e La maschera della morte rossa (1964).
- Il film è dedicato al regista francese Jacques Tourneur.